# Odcombe
Odcombe is een civil parish in het bestuurlijke gebied South Somerset, in het Engelse graafschap Somerset met 759 inwoners.